# French Kiwi Juice
Pour les articles homonymes, voir FKJ.
French Kiwi Juice, ou encore FKJ, de son vrai nom Vincent Fenton (né le 26 mars 1990 à Tours), est un musicien multi-instrumentiste et chanteur franco-néo-zélandais venant de Vouvray, en France. Son premier album éponyme est sorti le 3 mars 2017. FKJ s'est notamment produit aux festivals Coachella, Euphoria (en), CRSSD, Lightning in a Bottle (en) et au Rose Festival le 3 septembre 2022.

## Biographie
FKJ démarre en publiant ses morceaux sur Soundcloud. Il se fait tout d'abord connaître en 2012, avec la sortie de son premier titre « neo-house » Lying Together qui connaît le succès dans les discothèques. Ses productions successives et son premier album en mars 2017 affirment un style relax, marqué par la langueur, avec des influences funk, jazz, soul et électroniques,. Il emploie pour sa musique des instruments pré-enregistrés : claviers, guitare, basse, percussions, saxophone,. Sa voix accompagne fréquemment ses titres où il exprime « dans un groove sensible ses espoirs et ses souvenirs ». Il utilise également des samples vocaux et sa compagne June Marieezy intervient sur un titre. En 2022, il sort son second album V I N C E N T.
Multi-instrumentiste, l'artiste joue seul sur scène, jonglant entre machines et clavier, guitare ou saxophone. FKJ est décrit comme un « pionnier » et « porte-étendard » d'un nouveau genre de House française,.

## Vie personnelle
En mars 2019, il épouse la musicienne June Marieezy avec laquelle il a déjà collaboré. En 2021, elle donne naissance au premier enfant du couple.[réf. nécessaire]